# Unión del Transporte
Unión del Transporte S.A. (también conocida simplemente como Unitran) fue una empresa chilena de transporte público que operaba 21 recorridos en etapa de régimen del sistema Transantiago. Fue la empresa concesionaria de la Zona E del mismo sistema, eje vial sur-oriente de la capital de Chile. Era una sociedad anónima cerrada constituida por capitales chilenos.

## Historia
Fue fundada el 1 de diciembre del año 2004 en el marco de la licitación del sistema Transantiago, compuesta por antiguos empresarios de las micros amarillas. En ese entonces postuló a la unidad alimentadora número 3, correspondiente a la Zona E de este sistema de transporte.
A inicios del año 2005, logra adjudicarse la operación de la zona a la que postuló, con lo que comienza a adquirir una flota de buses nuevos.
El 22 de octubre del mismo año, y tal como estaba estipulado en su contrato de concesión, comienza con la operación de diversos recorridos provenientes del sistema de las micros amarillas. 
El 10 de febrero de 2007, comienza a operar los recorridos que le fueron asignados según su zona de operación, esto es los servicios de la Zona E. Llegó a operar 19 recorridos alimentadores numerados del E01 al E18, con variantes en algunos de ellos. Sus buses se diferenciaban del resto de las zonas alimentadoras por ser de color celeste con una franja blanca en medio.
Hacia finales del 2011, y en el marco del vencimiento de su contrato de concesión, la empresa fue perdiendo la operación de algunos servicios de la Zona E. En consecuencia de lo anterior los recorridos E03, E03v, E05, E06 y E08 comenzaron a ser operados, primero, por  Comercial Nuevo Milenio, con sus respectivos buses verdes, para luego pasar a manos de Buses Metropolitana. Posteriormente los tomaría la empresa Buses Vule hasta que finalmente en 2012 deja de operar la totalidad de los alimentadores E.

## Terminales
Unión del Transporte contaba con 4 depósitos para su flota, ubicados en lugares estratégicos para la operación de sus servicios. 
Estos poseían la siguiente ubicación:
- Diego Portales: Av. Diego Portales 1714, La Florida.
- Julio Cesár: Miguel Mujica 11 396, La Florida.
- Santa Cecilia: Santa Cecilia 10 783, La Florida.
- Victoria: Victoria 060, La Granja.

## Material rodante
Unión del Transporte comenzó con la adquisición de su flota de buses en el año 2005. En dicho año, específicamente en mayo, ingresa 5 buses rígidos medio modelo Caio Apache STD con chasis Mercedes-Benz OH-1115LSB.

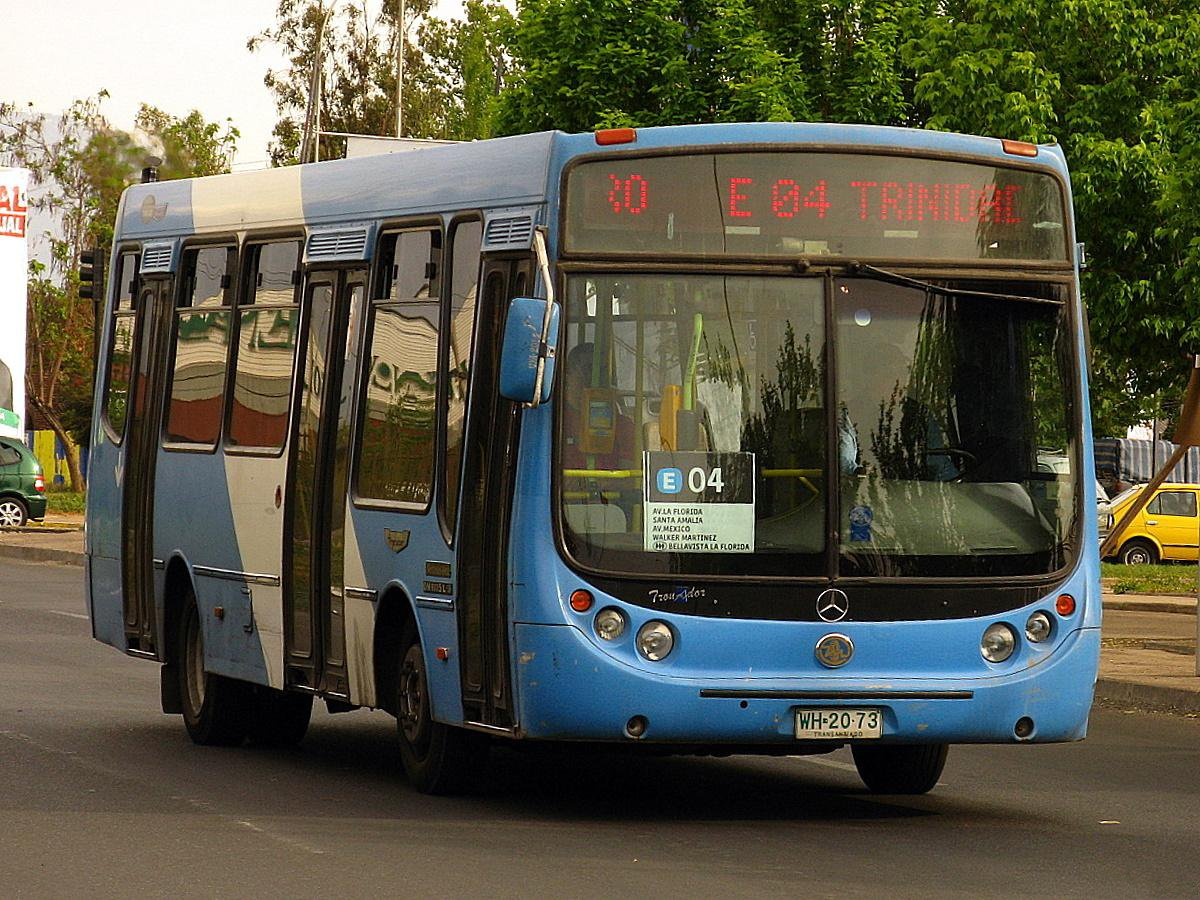
Metalpar Tronador en el recorrido E04

Posteriormente, en agosto del año 2006, adquiere 39 buses modelo Metalpar Tronador también en chasis OH-1115LSB de Mercedes-Benz. Estos buses fueron usados en los recorridos 136 y 190 de la primera etapa del Transantiago.
Hacia 2007, la empresa compra 11 buses Metalpar Tronador similares a los adquiridos en 2006. A estos se suman 8 minibuses, 6 en modelo Metalpar Pucará Evolution IV y 2 modelo Caio Foz, en chasis Mercedes-Benz LO-915. En este mismo año, además ingresa 85 vehículos reacondicionados, correspondientes a 71 buses chasis Mercedes-Benz OH-1115, OH-1318, OH-1418 y OH-1420 modelos Ciferal GLS Bus, Metalpar Petrohué 2000, Marcopolo Torino G6, Busscar Urbanuss, Comil Svelto, Neobus Mega, Inrecar Sagitario Ciferal Turquesa y Caio Apache S21. Se suman 14 minibuses con chasis Mercedes-Benz LO-914 y LO-915 modelos Busscar Micruss, Inrecar Capricornio,Maxibus Astor y Caio Piccolo.
En 2008 la empresa adquiere 14 buses rígidos medio modelo Metalpar Tronador en chasis OH-1115LSB, que a diferencia de los anteriores estos poseían 2 puertas solamente. A estos se sumaron 19 minibuses en chasis LO-915, 1 Neobus Thunder+, 13 Caio Foz y 5 Metalpar Pucará Evolution IV.

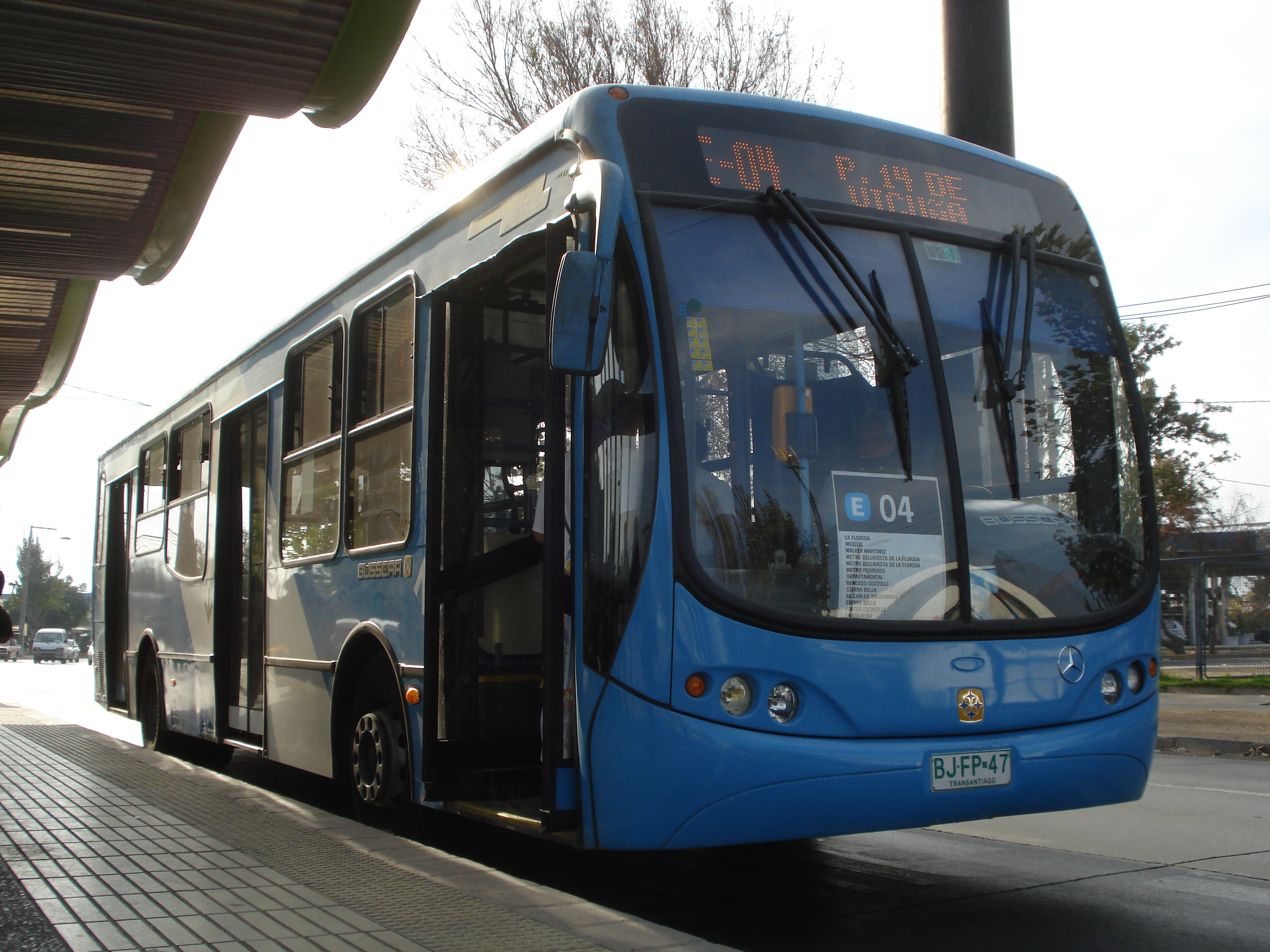
Busscar Urbanuss Pluss en el recorrido E04

Sin embargo, en el año 2009, ingresan 22 buses rígidos modelo Busscar Urbanuss Pluss con chasis O-500U y 18 minibuses Busscar Micruss en chasis LO-915, ambos de Mercedes-Benz.
Para 2010, Unión del Transporte ingresa un bus rígido Metalpar Tronador con chasis O-500U y un minibus Marcopolo Senior G6 en chasis LO-915.
No obstante, hacia 2011 adquiere 17 buses rígidos medio Marcopolo Gran Viale provenientes de la empresa Trans Araucarias. Estos vehículos poseían chasis Mercedes-Benz OH-1115LSB, 16 unidades, y Agrale MT-12 LE, 1 unidad.

## Recorridos
Unión del Transporte durante su existencia operó diferentes recorridos, los cuales pertenecían a las  Micros amarillas  y al Transantiago. Estos servicios fueron operados por una flota compuesta por buses estándar y reacondicionados.

### Primera etapa Transantiago
El 22 de octubre de 2005, comenzó con la operación de diferentes recorridos de las micros amarillas. Mantuvo estos servicios hasta el 9 de febrero de 2007. A continuación una lista de ellos:
| Recorrido | Inicio                         | Fin             |
| --------- | ------------------------------ | --------------- |
| 136       | Renca                          | Las Industrias  |
| 153       | Recoleta                       | Santa Raquel    |
| 157       | Villa Conchali                 | La Florida      |
| 160       | Patria Nueva                   | Los Navíos      |
| 164       | Patria Nueva                   | Santa Raquel    |
| 190       | Maipú                          | La Florida      |
| 612       | Pudahuel                       | Andes del Sur   |
| 617       | Gabriela                       | El Montijo      |
| 633       | Maipú                          | Peñalolén       |
| 655       | Puente Alto                    | Pudahuel Sur    |
| MB-76     | Metro Bellavista de La Florida | La Pintana      |
| MB-79     | Jardin Alto                    | Metro Lo Ovalle |
| MB-82     | Metro Bellavista de La Florida | Gabriela        |

Los recorridos 612 y 655 son traspasados a Subus Chile en 2006

### Transantiago
Unión del Transporte operaba los servicios de la Zona E del Transantiago. Estos los mantuvo desde el 10 de febrero de 2007 y el 31 de mayo de 2012.
| Recorrido | Inicio                   | Fin                      |
| --------- | ------------------------ | ------------------------ |
| E01       | San José de la Estrella  | Santa Rosa               |
| E02       | Diego Portales           | Lo Ovalle                |
| E03       | Lo Ovalle                | Jardín Alto              |
| E03v      | Lo Ovalle                | Jardín Alto              |
| E04       | Trinidad                 | Franklin                 |
| E05       | Bellavista de La Florida | La Cisterna              |
| E06       | Bellavista de La Florida | María Angelica           |
| E07       | Bellavista de La Florida | Rojas Magallanes         |
| E08       | Diego Portales           | Bellavista de La Florida |
| E09       | Elisa Correa             | Santa Rosa               |
| E10       | El Hualle                | Santa Rosa P. 21         |
| E11       | Diego Portales           | Santa Rosa               |
| E12       | Santa Rosa P. 18         | María Elena              |
| E13       | Bahía Catalina           | Bellavista de La Florida |
| E14       | San José de La Estrella  | Bellavista de La Florida |
| E15       | Bahia Catalina           | Froilán Lagos            |
| E15c      | Bahia Catalina           | Bellavista de La Florida |
| E16       | Hospital Sotero del Río  | Santa Rosa               |
| E17       | Bellavista de La Florida | Las Perdices             |
| E18       | Bellavista de La Florida | Hospital Padre Hurtado   |